# Controlo aéreo da linha da frente

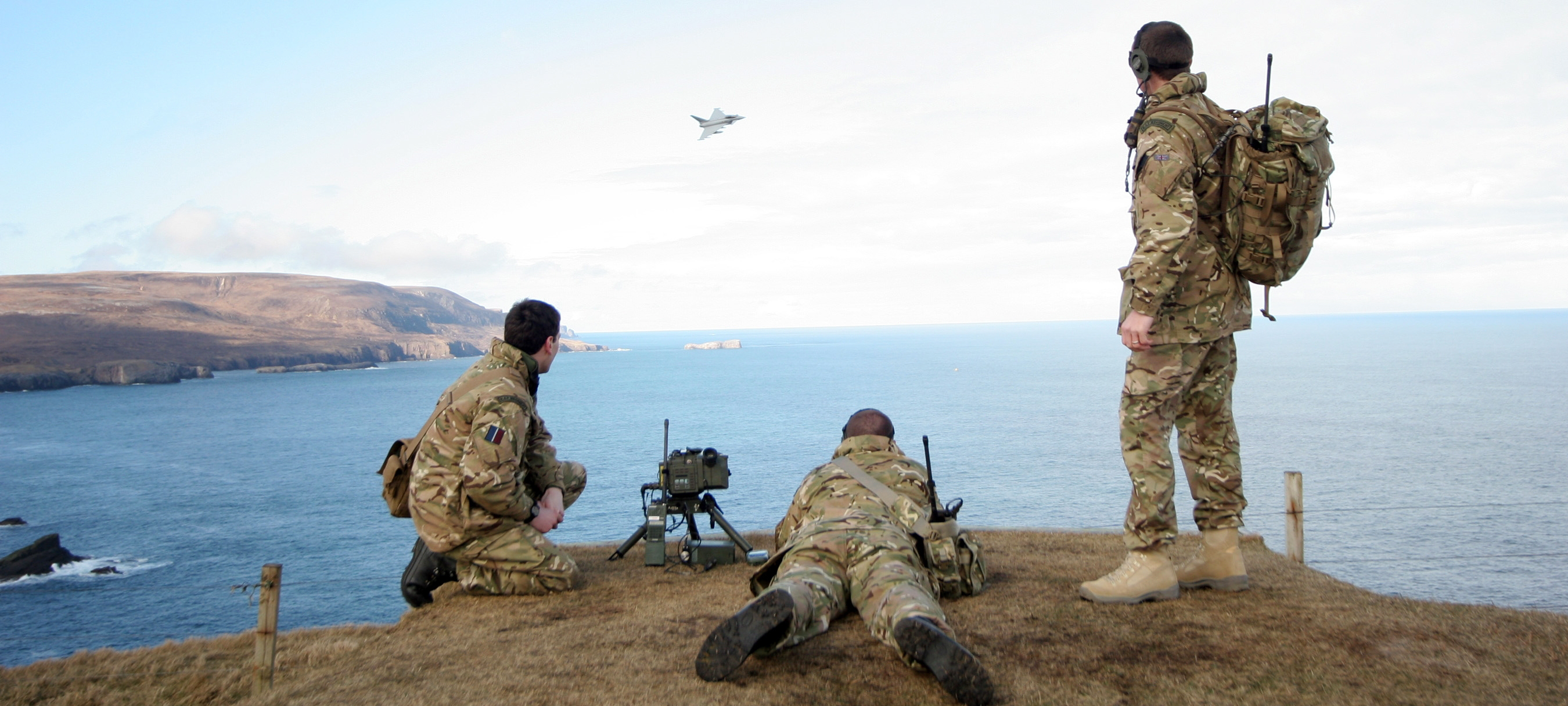
Controladores Aéreos Avançados do Regimento da RAF (FACs) da Célula de Integração Aérea e Terrestre (ALIC), com sede na RAF Honington (Suffolk)

Controlo aéreo da linha da frente, também referido como controlo aéreo táctico, é o apoio que se providencia dentro do escopo do apoio aéreo aproximado a aeronaves, cuja intenção é a de que as aeronaves realizem o seu ataque com precisão sem atingir forças aliadas nas imediações. Esta tarefa é realizada pelo Controlador aéreo da linha da frente.